# Западно-Сибирское краевое отделение ОГИЗ
«За́падно-Сиби́рское краево́е отделе́ние Объедине́ния госуда́рственных кни́жно-журна́льных изда́тельств» — советское государственное издательство в составе ОГИЗ. Основано в 1930 году в Новосибирске. Ликвидировано в 1964 году.

## История
В июле 1930 года постановлением ВЦИК Сибирский край был разделен на Западно-Сибирский край и Восточно-Сибирский край. В связи с этим постановлением ЦК ВКП(б) было ликвидировано «Сибирское краевое издательство и книготорговля», а на его основе были основаны «Западно-Сибирское краевое отделение ОГИЗ» в Новосибирске и «Восточно-Сибирское краевое отделение ОГИЗ» в Иркутске.
В 1934 году издательство было переименовано в «Новоси́бирское кни́жное изда́тельство ОГИЗ». Оно стало издавать больше художественной и детской литературы, например, книги В. А. Итина, М. А. Кравкова, Е. К. Стюарт, А. Л. Коптелова и других, продолжило издавать «Сибирскую советскую энциклопедию» и журнал «Сибирские огни» («Сибирского краевого издательства и книготорговли»), а также основало новую книжную серию — «Литературное наследство Сибири», в которой вышли книги Н. И. Наумова и И. А. Кущевского.
В 1937 году в связи с разделением Западно-Сибирского края на несколько областей, в том числе Новосибирскую область, издательство было переименовано в «Новосиби́рское областно́е кни́жное изда́тельство ОГИЗ».
В 1940-е годы увеличилось количество издаваемой сельскохозяйственной литературы, которая составляла треть всей продукции издательства, и художественной литературы, которая составляла четверть все продукции издательства, в частности, книг прозаиков А. Л. Коптелова, А. И. Смердова, Г. А. Федосеева, С. П. Залыгина и поэтов И. Ветлугина, Н. Перевалова, К. Л. Лисовского.
В 1964 году было объединено вместе с «Омским областным книжным издательством ОГИЗ» и «Томским областным книжным издательством ОГИЗ» в «Западно-Сибирское книжное издательство».

## Руководители
- 1934–19?? — И. А. Гольдберг, А. А. Никулькова